# ウェストモント大学
ウェストモント大学（英: Westmont College）は、サンタバーバラにあるキリスト教系私立リベラルアーツ大学。1937年設立。クリスチャン・カレッジ・コンソーシアムに加盟している。

## 大学の歴史
カー・メイソン・ジャー・カンパニー (Kerr Mason Jar Company) のオーナーであるルース・カーは1937年にイングランド国教会系の牧師養成学校を設立する。1939年にウェスタン神学大学に改名される。これらの時期に教養課程を創設した。
1940年にウォレス・エマーソン博士が学長に就任し、ウェストモント大学に改名した。
1944年当時、ウェストモント大学はロサンゼルス市内にキャンパスを構えており、手狭になっていた。1945年に一度、アルタギャーナにキャンパスを移動させたが不評であった。
その後、ルース・カー夫人の尽力によって現在の位置に土地を購入し、キャンパスを移転させることに成功した。サンイネス山脈の麓に位置し、風光明媚な環境に広大で快適なキャンパスを設立することができた。
その後、図書館、博物館、ルース・カー記念館、研究所などを整備し、2008年には Winter Hall for Science and Mathematics and the Adams Center for the Visual Arts.を設立した。
2006年には寮や教職員住居を含む火災に見舞われ、キャンパス内の数多くの建築物が被害に遭った。しかし周りの自然環境には影響が少なかった。

## 教育と研究
USニューズ&ワールド・レポート誌が実施した2019年全米リベラルアーツカレッジランキングでは108位、また、2016年にフォーブス誌が実施した全米私立・公立大学ランキングでは660校中236位にランクインした。

## 主な卒業生
- グレッグ・バーンセン：正統長老教会牧師
- ジャン＝ルイ・ラヴェルマナンツア：元マダガスカル代表陸上選手
- ロン・シェルトン：映画監督、脚本家
- キャロライン・サンシャイン：女優